# Aleksander Bakinowski

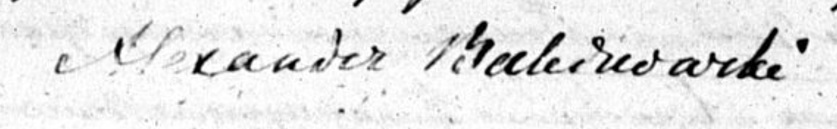
Autograf Aleksandra Bakinowskiego

Aleksander Bakinowski (ur. 1839 w Kurdymoksztach, pow. Łoździeje, zm. 24 sierpnia 1917 w Suwałkach) – lekarz, działacz społeczny.

## Życiorys
Był synem Józefa i Magdaleny z Micewiczów, dzierżawców folwarku Kurdymokszty i Ralle w powiecie sejneńskim. 
W 1857 r. ukończył suwalskie gimnazjum męskie i podjął studia na Akademii Medyko-Chirurgicznej w Warszawie. Akademia została rozwiązana w 1862 r. a na jej bazie powstała Szkoła Główna z Wydziałem Lekarskim. Tę właśnie uczelnię w 1863 r. ukończył Bakinowski uzyskując stopień lekarza. Brał udział w powstaniu styczniowym.

Od 1864 r. podjął pracę w Sejnach jako lekarz powiatowy. 

Do Suwałk przeniósł się w 1878 r. Początkowo (przez cztery lata) pracował w szpitalu żydowskim. Następnie (w l. 1883-1892), jako pierwszy lekarz, w szpitalu św. Piotra i Pawła. Do I wojny światowej był lekarzem miejskim, a ponadto pomocnikiem inspektora lekarskiego Urzędu Lekarskiego Guberni Suwalskiej. Przed I wojną światową należał do Gubernialnej Rady Dobroczynności Publicznej. Był jednym ze współzałożycieli Towarzystwa Oszczędnościowo-Pożyczkowego w Suwałkach. Działał również w Towarzystwie Lekarskim (jako wiceprezes od 1910 r.). Należał m.in. do Suwalskiego Chrześcijańskiego Towarzystwa Dobroczynności, a także miejscowego Koła Polskiej Macierzy Szkolnej. Działał w Radzie Opiekuńczej suwalskiej Szkoły Handlowej. Był jednym z założycieli suwalskiego oddziału Polskiego Towarzystwa Krajoznawczego.

Po wybuchu I wojny światowej początkowo przebywał i pracował w Suwałkach. Dopiero w 1915 r. przeniósł się do Wilna. Niebawem jednak wrócił do Suwałk i kontynuował pracę zawodową. Zmarł 24 sierpnia 1917 r. Został pochowany w najstarszej części cmentarza (w pobliżu neogotyckiej kaplicy) przy ulicy Bakałarzewskiej. 

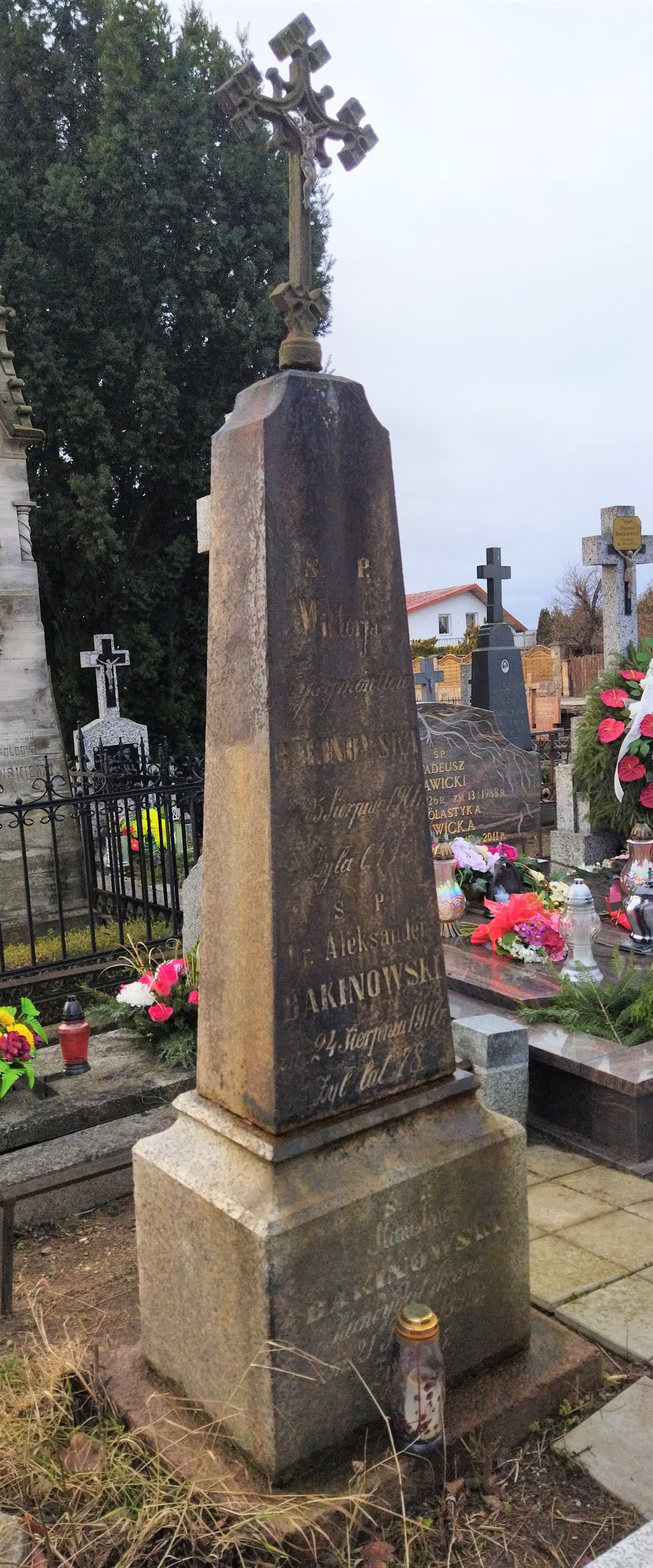
Nagrobek Aleksandra Feliksa Bakinowskiego (suwalski cmentarz przy ulicy Bakałarzewskiej)
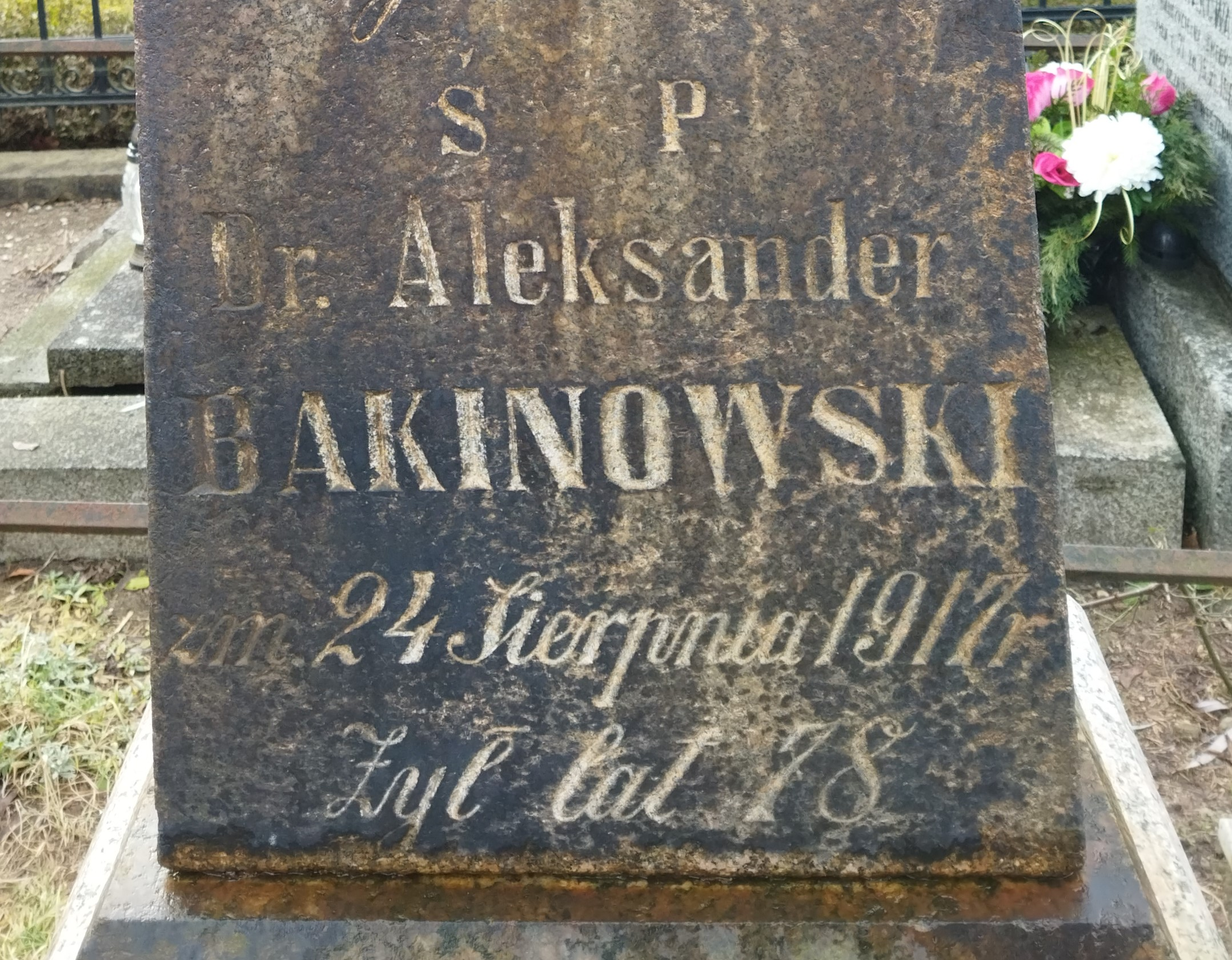
Fragment nagrobka Aleksandra Feliksa Bakinowskiego (suwalski cmentarz przy ulicy Bakałarzewskiej)

## Rodzina
Był dwukrotnie żonaty. Pierwszą żonę - Wiktorię Filipinę Anastazję z Eysymontów (1852-1901)poślubił w 1870 r. w Wiejsiejach.  Z tego małżeństwa urodziły się dzieci: Stanisław Maurycy (ur. 1871), Józef Ignacy (ur. 1873), Ryszard Hipolit (ur. 1874), Anna Stefania (ur. 1877), Kazimierz Aleksander Ludwik (ur. 1880), Aleksander Jan (ur. 1882), Maria Jadwiga (ur. 1894). Drugą żonę - Zofię Agatę z Eysymontów (była siostrą jego pierwszej żony) poślubił w 1916 r. w Wilnie.

## Upamiętnienie
W okresie międzywojennym jedna z suwalskich ulic w centrum miasta nosiła imię Aleksandra Bakinowskiego (obecnie ulica Marii Konopnickiej). W 1951 r. suwalska Miejska Rada Narodowa podjęła uchwałę co do zmiany jej nazwy na Marcina Kasprzaka.